# Fast and Furious: Hobbs and Shaw
Pour les articles homonymes, voir The Fast and the Furious.
Série Fast and Furious
Fast and Furious 8
(2017) Fast and Furious 9
(2021)
Pour plus de détails, voir Fiche technique et Distribution.
Fast and Furious: Hobbs and Shaw (Fast and Furious Presents: Hobbs and Shaw), ou Rapides et dangereux présentent Hobbs et Shaw au Québec, est un film d'action américano-japonais réalisé par David Leitch et sorti en 2019.
Il s'agit du premier spin-off de la série Fast and Furious, dont l'histoire se centre principalement sur les personnages de Luke Hobbs (Dwayne Johnson) et Deckard Shaw (Jason Statham).
Le film se déroule deux ans après les événements de Fast and Furious 8. L'agent fédéral Luke Hobbs et l'ex-militaire britannique Deckard Shaw, devenu mercenaire, doivent s'allier pour mettre un terme à une nouvelle menace provenant de l'organisation terroriste Étéon et de son agent d'élite, Brixton Lore, à qui on a volé un virus à même de tuer la moitié de la population mondiale.

## Synopsis
À Londres, Hattie Shaw et son équipe d'agents du MI6 tentent de récupérer un supervirus programmable nommé Snowflake ("Flocon de Neige") de l'organisation terroriste Étéon. Brixton Lore, un membre d'Étéon opérant avec des implants cybernétiques qui lui permettent de réaliser des exploits surhumains, arrive et tue tous les agents sauf Hattie, qui s'injecte Snowflake avant de s'échapper. Brixton fait accuser Hattie d'avoir tué son équipe et volé Snowflake, la forçant à s'enfuir.
Luke Hobbs et Deckard Shaw (Jason Statham), le frère de Hattie, vivent leurs routines quotidiennes lorsqu'ils sont chacun informés de la disparition du virus et sont conviés à une rencontre dans les locaux de la CIA à Londres. Malheureusement, la réunion est de courte durée, les deux hommes s’échangeant des insultes et refusant de travailler ensemble. Deckard quitte ensuite les lieux et se rend chez sa sœur pour obtenir des informations, tandis que Hobbs parvient à trouver Hattie et, après une brève bagarre, à l'amener au bureau de la CIA. Mais le bâtiment est ensuite attaqué et Hattie est capturée par Brixton, que Deckard reconnaît comme un ancien collègue devenu ennemi qu'il croyait avoir tué par balle. Hobbs et Deckard partent à leur poursuite et sauvent Hattie dans les rues de Londres, réussissant à échapper à Brixton qui tombe de sa moto et s'écrase contre un bus. Cependant, Brixton les fait passer tous les trois pour des traîtres par l'intermédiaire des médias mondiaux et lance le monde à leur recherche.
Le trio localise le professeur Andreiko, le créateur de Snowflake, qui leur propose deux solutions pour empêcher le virus de se propager : la première est de tuer l'hôte, la seconde est un dispositif d'extraction qui est actuellement dans les locaux d'Étéon en Ukraine. Après avoir volé sous couverture avec de fausses identités jusqu'à Moscou et fait la connaissance d'un homme au bras long, ils rencontrent la "petite amie" de Deckard, qui va leur permettre d'atteindre le site en toute discrétion. Ils préparent alors un plan : Hattie sera livrée à Étéon pour détourner leur attention pendant que Hobbs et Shaw seront largués par avion pour infiltrer et détruire le site. Après une arrivée sans encombre, ils sont capturés par Brixton et ligotés sur une chaise électrique. Alors que ce dernier tente de les recruter, il révèle que la trahison de Shaw était en réalité un coup monté par Étéon car il a refusé de s'engager chez eux. Hattie, ayant entendu cette révélation, intervient et leur permet de se libérer avec l'aide du professeur. Ils réussissent à récupérer le dispositif d'extraction avant de s'échapper. Cependant, Andreiko est tué et le dispositif est endommagé pendant leur fuite.
Malgré sa réticence, Hobbs décide d'emmener le trio dans sa maison d'enfance aux iles Samoa. En arrivant sur les lieux, il est accueilli par les foudres de son frère Jonah, qui lui reproche d'avoir abandonné sa famille sans donner aucune nouvelle pendant 25 ans. Mais leur mère parvient à convaincre Jonah de les aider. Le bataillon de fortune se prépare à l'arrivée d'Étéon en installant divers pièges sur l'île. Jonah répare avec succès l'appareil et commence l'extraction du virus tandis que Hattie trouve le moyen de retourner la technologie d'Étéon contre ses troupes. Avant la bataille, Hobbs s'excuse auprès de son frère pour l'avoir abandonné tandis que Deckard reconnait les erreurs qu'il a commis durant ces dernières années. Dans la bataille qui s'ensuit, Brixton reprend Hattie par hélicoptère, mais Hobbs, Deckard et les Samoans font crasher l'hélicoptère en contrebas d'une falaise.
Hobbs et Shaw se retrouvent en mauvaise posture, étant incapables de venir à bout de Brixton qui parvient à anticiper tous leurs mouvements. Cependant, alors que le cyborg met Shaw à terre, Hobbs parvient à le déstabiliser en le frappant avec une tôle. Grâce à leurs enchaînements, Hobbs et Shaw parviennent à le vaincre. Face à cet échec, le directeur d'Étéon ordonne à ses employés de déconnecter Brixton. Ce dernier finit par s'évanouir, tombe de la falaise et disparaît dans les profondeurs marines. Après la mort de ce dernier, le directeur envoie un dernier message au trio en leur disant qu'ils sont désormais ses prochaines cibles, plus particulièrement Hobbs (d'après ses propos, il serait un rival que Hobbs aurait rencontré auparavant).
Hobbs, Deckard et Hattie rentrent ensuite pour fêter leur victoire, et mettre le virus à l'abri.
Scènes inter-générique
Hobbs conduit sa fille Samantha aux îles Samoa afin qu'elle rencontre pour la première fois sa famille. De son côté, Shaw rend visite à sa mère Magdalène en prison accompagné de sa sœur Hattie. Magdalène se réjouit de les voir à nouveau ensemble. Ils lui tendent un gâteau d'anniversaire avec une lime cachée à l'intérieur. Elle leur propose ensuite de s'évader, ce qu'ils acceptent, et commencent par intimider les gardes.
Scènes post-générique
Première scène : L'agent Locke se retrouve en mauvaise posture. Il informe Hobbs qu'un nouveau virus encore plus puissant que Snowflake vient d'être découvert.
Deuxième scène : L'agent Locke appelle une nouvelle fois Hobbs. Il vient de se faire tirer dessus et demande à Hobbs de lui apporter une poche de sang. Il se rend soudainement compte que le sang dont il est recouvert est celui de son assaillant et qu'il est en fait indemne.
Troisième scène : Hobbs téléphone à Shaw pour le vanner et l'informer qu'il lui a envoyé la police, qui arrive justement sur les lieux pour l'arrêter. Shaw lui répond qu'il rappelle tout de suite avant de faire face aux forces d'intervention

## Fiche technique
Sauf indication contraire, les informations mentionnées dans cette section peuvent être confirmées par la base de données cinématographiques IMDb,  présente dans la section « Liens externes ».
- Titre original : Fast and Furious Presents: Hobbs and Shaw
- Titre français : Fast and Furious: Hobbs and Shaw
- Titre québécois : Rapides et dangereux présentent Hobbs et Shaw[2]
- Réalisation : David Leitch
- Scénario : Chris Morgan et Drew Pearce, d'après une histoire de Chris Morgan et d’après les personnages créés par Gary Scott Thompson
- Musique : Tyler Bates
- Direction artistique : David Allday, Will Coubrough, Patricia Johnson, Charlotte Malynn, Choi Ho Man, Simon McGuire, Wolfgang Metschan, Nicolas Plotquin et Remo Tozzi
- Décors : David Scheunemann
- Costumes : Sarah Evelyn
- Photographie : Jonathan Sela
- Son : Andy Koyama, Bill Meadows, Frank A. Montaño, Jon Taylor
- Montage : Christopher Rouse
- Production : Dwayne Johnson, Jason Statham, Chris Morgan et Hiram Garcia
  - Production déléguée : Steven Chasman, Ainsley Davies, Dany Garcia, Kelly McCormick et Ethan Smith
  - Production associée : Kathy Chasen-Hay et Nicole Furia
- Sociétés de production : 
  - États-Unis : Chris Morgan Productions, Seven Bucks Productions et Universal Pictures
  - Japon : présenté en association avec Dentsu
- Société de distribution :
  - États-Unis, Canada : Universal Pictures
  - Japon : Toho-Towa
  - France : United International Pictures
- Budget : 200 millions de $[3]
- Pays de production :  États-Unis,  Japon
- Langues originales : anglais, samoan et russe
- Format[4] : couleur (ACES) - D-Cinema - 2,39:1 (Cinémascope) - son DTS (DTS: X) | Dolby Atmos | Auro 11.1 | Dolby Surround 7.1
- Genre : action, aventure, thriller
- Durée : 137 minutes
- Dates de sortie[5] :
  - États-Unis, Canada, Japon : 2 août 2019
  - France, Belgique, Suisse romande[6] : 7 août 2019
- Classification[7] :
  - États-Unis : accord parental recommandé, film déconseillé aux moins de 13 ans (PG-13 - Parents Strongly Cautioned)
  - Japon : tous publics - pas de restriction d'âge (Eirin - G)
  - France : tous publics avec avertissement[8]

## Distribution
- Dwayne Johnson (VF : David Krüger ; VQ : Benoît Rousseau) : Luke Hobbs
- Jason Statham (VF : Boris Rehlinger ; VQ : Sylvain Hétu) : Deckard Shaw
- Idris Elba (VF : Daniel Lobé ; VQ : Patrick Chouinard) : Brixton
- Vanessa Kirby (VF : Audrey Sourdive ; VQ : Rachel Graton) : Hattie Shaw
- Helen Mirren (VF : Béatrice Delfe ; VQ : Claudine Chatel) : madame Shaw
- Eiza González (VF : Charlotte Corréa ; VQ : Catherine Brunet) : Margarita
- Eddie Marsan (VF : Marc Perez ; VQ : Stéphane Rivard) : professeur Andreiko

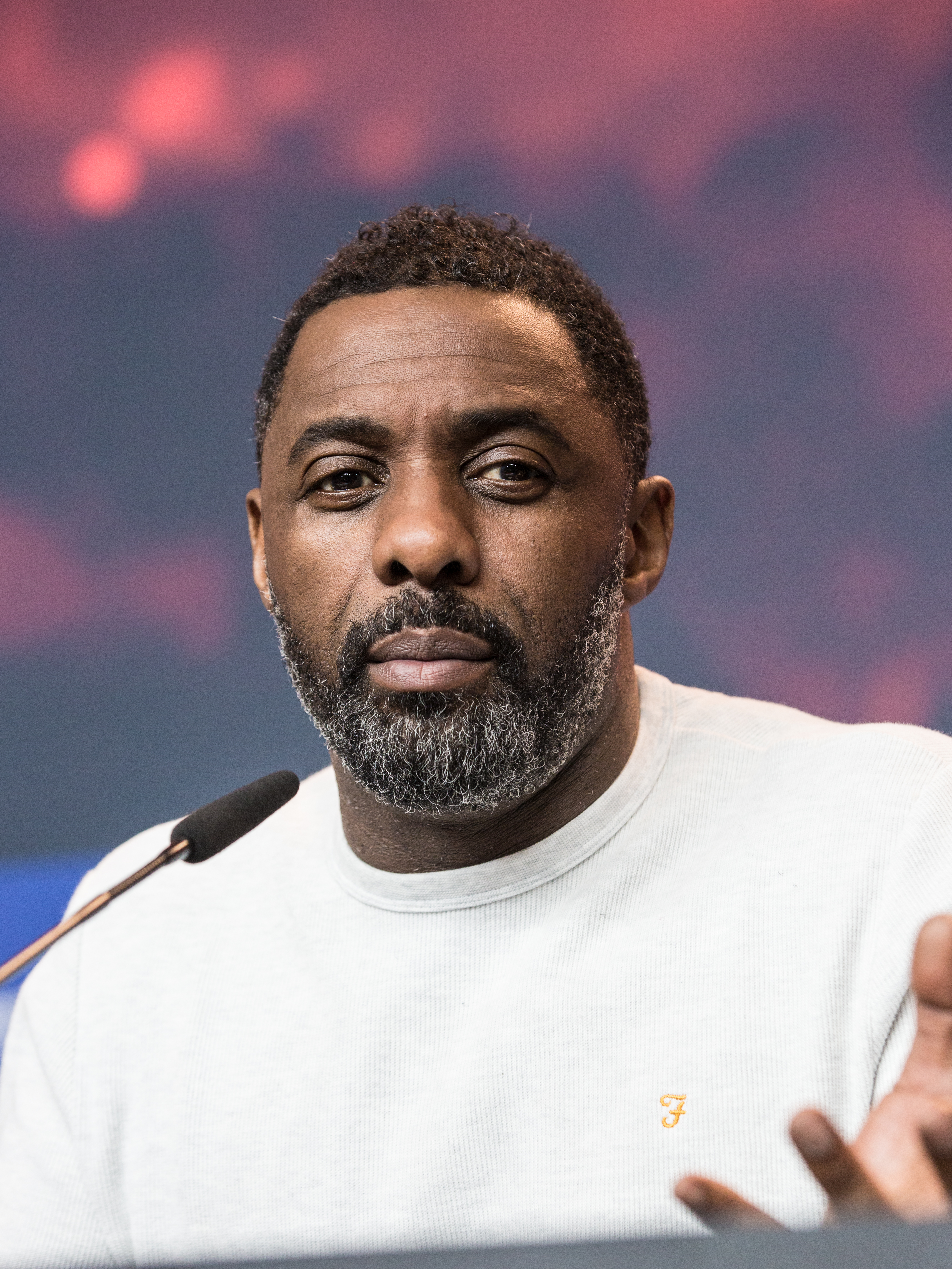
L'acteur britannique Idris Elba, qui joue le rôle de Brixton.

- Cliff Curtis (VF : Thierry Kazazian ; VQ : Louis-Philippe Dandenault) : Jonah Hobbs
- Roman Reigns : Mateo Hobbs
- Josh Mauga : Timo Hobbs
- John Tui (VF : Günther Germain) : Kal Hobbs
- Lori Pelenise (VF : Maïk Darah ; VQ : Johanne Léveillé) : Sefina Hobbs
- Eliana Sua (VF : Pénélope Siclay-Couvreur ; VQ : Alice Déry) : Samantha « Sam » Hobbs
- Rob Delaney (VF : Patrick Osmond ; VQ : Fréderic Paquet) : agent Loeb
- Kevin Hart (VF : Karim Barras ; VQ : Martin Watier) : Air Marshal Dinkley
- Ryan Reynolds (VF : Pierre Tessier ; VQ : Fred-Éric Salvail) : agent Victor Locke
- Nathan Jones : pilote russe
- David Leitch : pilote d’hélicoptère Eteon (caméo non crédité)
Version française
  - Société de doublage : Symphonia Films
  - Direction artistique : Hervé Bellon
  - Adaptation des dialogues : Franck Hervé

 Source et légende : version française (VF) sur RS Doublage, : version française (VF) sur AlloDoublage version québécoise (VQ) sur Doublage.qc.ca

## Production

### Genèse et développement
En novembre 2015, Vin Diesel révèle dans une entrevue avec Variety que des films d'une potentielle série dérivée de la saga Fast and Furious sont développés par Universal Pictures. Une date de sortie est fixée pour 26 juillet 2019. Chris Morgan, à l’œuvre sur tous les films de la saga depuis Fast and Furious: Tokyo Drift (2006), revient à nouveau comme scénariste. Shane Black est évoqué comme réalisateur en octobre 2017.
En février 2018, il est annoncé que David Leitch est en négociations pour le poste de réalisateur. Il est confirmé en avril 2018,.
En juillet 2018, Vanessa Kirby rejoint la distribution dans le rôle de la sœur de Shaw, alors qu'Idris Elba sera l'antagoniste principal du film,.
En janvier 2019, Dwayne Johnson annonce, via les réseaux sociaux, que son cousin Roman Reigns rejoint la distribution dans le rôle du frère de Hobbs. Il avoue cependant avoir contacté Jason Momoa pour le rôle, mais ce dernier était trop occupé par d'autres projets[réf. à confirmer].
Pour David Leitch, Hobbs et Shaw sont des personnages tellement forts physiquement qu'il leur fallait un ennemi surpuissant pour être une menace crédible, à même de les terrasser. C'est ainsi que fut décidé d'ajouter des éléments de science-fiction dans le scénario et de faire du personnage d'Idris Elba un soldat augmenté.

### Tournage

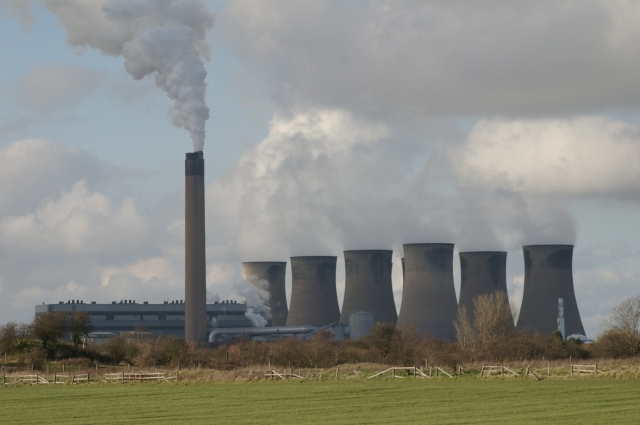
la centrale électrique d'Eggborough

Le tournage débute le 10 septembre 2018 à Londres,. Des scènes sont tournées dans les studios de Shepperton. Pour recréer le décor d'une centrale électrique datant de l'URSS, l'équipe s'est rendue sur le site de la centrale électrique d'Eggborough. En janvier 2019, des scènes sont tournées sur l'île hawaïenne de Kauai pour y simuler les Samoa[réf. à confirmer].

## Bande originale

### Original Motion Picture Soundtrack
Bandes originales de Fast and Furious
Fast and Furious 8
(2017) Fast and Furious 9
(2020)
Cet album contient des chansons présentes dans le film.
Liste des titres
1. Time In a Bottle – Yungblud (4:35)
2. Better As One – The Heavy (2:56)
3. 100 Miles and Running – Logic feat. Wale & John Lindahl (5:54)
4. Next Level – A$ton Wyld (2:18)
5. Even If I Die (Hobbs & Shaw) [Hybrid Remix] – Idris Elba feat. Cypress Hill (5:48)
6. Keep You Alive – Brothers Voodoo (4:22)
7. F.W.T.B. [Grandson Remix] – Yonaka (3:16)
8. I’m Comin’ Home – Aloe Blacc & A.G. (3:16)
9. Masta – Tha Movement & Anonymouz feat. POETIK, SMV, King Kapisi, MC Arme, Kas Tha Feelstyle & Mareko (3:53)
10. All Roads Lead Home [Hobbs & Shaw Remix] – Ohana Bam feat. Token (3:24)
11. Getting Started (Hobbs & Shaw] – Aloe Blacc feat. J.I.D (2:38)
12. Hobbs & Shaw Rocks! – Tyler Bates (5:04)
13. Even If I Die (Hobbs & Shaw) – Idris Elba feat. Cypress Hill (2:46)

### Score
Albums de Tyler Bates
John Wick Parabellum
(2019)
La musique originale du film est composée par Tyler Bates.
Liste des titres
1. Hard Way or Easy Way
2. Descender
3. McClaren Chase
4. Dad's Code Red
5. Hot Spy Lady
6. Hack the News
7. You Might Learn Something
8. Samoa Siva Tau
9. Wasted So Much Time
10. Mike Oxmaul
11. Bring on the Moonshine
12. Family Heirlooms
13. Ring of Fire
14. Who the Hell Are You?
15. Drones and Explosions
16. Do the Honors
17. Shut Him Down
18. We Believe in People

## Accueil

### Accueil critique
Le film reçoit des critiques plutôt mitigées de la presse. Sur l'agrégateur américain Rotten Tomatoes, il récolte 66 % d'opinions favorables pour 282 critiques. Sur Metacritic, il obtient une note moyenne de 60⁄100 pour 54 critiques.
En France, le film obtient une note moyenne de 2.8⁄5 sur le site AlloCiné à partir de l'interprétation de 23 critiques de presse.
Pour Première, « Hobbs & Shaw est un divertissement total, jouissif et übercool, un peu comme ce gamin dans les années 80 qui s’éclatait seul dans sa chambre avec ses G.I. Joe. ». Pour Libération, « Les deux modèles, l’ultrasouple Statham et le massif Johnson, se complètent bien dans la vanne et le style, équilibrant la testostérone avec un clin d’œil permanent sans l’assécher. ».

### Box-office
| Pays ou région    | Box-office        | Date d'arrêt du box-office | Nombre de semaines |
| ----------------- | ----------------- | -------------------------- | ------------------ |
| États-Unis Canada | 173 956 935 $     | 1er novembre 2019          | 13                 |
| Chine             | 201 578 373 $     | 20 octobre 2019            | 7                  |
| France            | 2 433 635 entrées | 29 octobre 2019            | 12                 |
| Total mondial     | 759 056 935 $     | 1er novembre 2019          | 13                 |

## Distinctions
Entre 2019 et 2021, Fast and Furious: Hobbs and Shaw a été sélectionné 28 fois dans diverses catégories et a remporté 1 récompense.
| Année | Festivals de cinéma | Catégorie / Récompense                                               | Nommé(es) / Lauréat(es)                                                                            | Nommé(es) / Lauréat(es) |
| ----- | --- | -------------------------------------------------------------------- | -------------------------------------------------------------------------------------------------- | ----------------------- |
| 2019  | Prix de la bande-annonce d'or | Meilleur blockbuster de l'été                                        | Universal Studios et Buddha Jones                                                                  | Nomination              |
| 2019  | Prix de la bande-annonce d'or | Meilleur spot TV de film d'action                                    | Universal Studios et Buddha Jones                                                                  | Nomination              |
| 2019  | Prix de la bande-annonce d'or | Meilleure affiche de blockbuster d'été                               | -                                                                                                  | Nomination              |
| 2019  | Prix de la musique hollywoodienne (Hollywood Music In Media Awards (HMMA))                                                                    | Meilleur supervision musicale pour un film                           | Rachel Levy                                                                                        | Nomination              |
| 2019  | Prix de la musique hollywoodienne (Hollywood Music In Media Awards (HMMA))                                                                    | Meilleur bande originale                                             | -                                                                                                  | Nomination              |
| 2019  | Prix de la musique hollywoodienne (Hollywood Music In Media Awards (HMMA))                                                                    | Meilleure chanson originale pour un long métrage                     | Aloe Blacc, J.I.D, Kyle Williams, Joel Rousseau, Justin Amundrud, Andrew DeRoberts et Zach Skelton | Nomination              |
| 2019  | Prix des opérateurs (The Operators Award) | Meilleur long métrage                                                | Jason Ewart                                                                                        | Nomination              |
| 2019  | Prix du public | Film de l'année                                                      | Fast & Furious : Hobbs and Shaw                                                                    | Nomination              |
| 2019  | Prix du public | Film d'action préféré                                                | Fast & Furious : Hobbs and Shaw                                                                    | Nomination              |
| 2019  | Prix du public | Star masculine de cinéma de l'année                                  | Dwayne Johnson                                                                                     | Nomination              |
| 2019  | Prix du public | Star d'un film d'action de l'année                                   | Dwayne Johnson                                                                                     | Nomination              |
| 2019  | Prix IGN du cinéma d'été (IGN Summer Movie Awards)                                                                                            | Meilleur film d'action                                               | Fast & Furious : Hobbs and Shaw                                                                    | Nomination              |
| 2019  | Prix nationaux du cinéma et de la télévision (National Film and Television Awards)                                                            | Meilleur acteur                                                      | Dwayne Johnson                                                                                     | Nomination              |
| 2019  | Prix nationaux du cinéma et de la télévision (National Film and Television Awards)                                                            | Meilleur acteur                                                      | Jason Statham                                                                                      | Nomination              |
| 2020  | Association des critiques d'Hollywood (Hollywood Critics Association)                                                                         | Meilleur travail de cascades                                         | -                                                                                                  | Nomination              |
| 2020  | Association des critiques d'Hollywood (Hollywood Critics Association)                                                                         | Meilleur film d'action / guerre                                      | Fast & Furious : Hobbs and Shaw                                                                    | Nomination              |
| 2020  | Association des journalistes latino-américains du divertissement cinématographique (Latino Entertainment Journalists Association Film Awards) | Meilleures cascades                                                  | -                                                                                                  | Nomination              |
| 2020  | Prix du choix des enfants | Prix Blimp de l'Acteur de cinéma préféré                             | Dwayne Johnson                                                                                     | Lauréat                 |
| 2020  | Prix ETC Bollywood Business (ETC Bollywood Business Awards)                                                                                   | Film étranger le plus réussi                                         | Fast & Furious : Hobbs and Shaw                                                                    | Nomination              |
| 2020  | Prix nationaux du cinéma (Royaume-Uni) (National Film Awards UK)                                                                              | Meilleur acteur                                                      | Jason Statham                                                                                      | Nomination              |
| 2020  | Prix nationaux du cinéma (Royaume-Uni) (National Film Awards UK)                                                                              | Meilleure actrice dans un second rôle                                | Vanessa Kirby                                                                                      | Nomination              |
| 2020  | Prix nationaux du cinéma (Royaume-Uni) (National Film Awards UK)                                                                              | Performance exceptionnelle                                           | Idris Elba                                                                                         | Nomination              |
| 2020  | Taurus - Prix mondiaux des cascades | Meilleur coordinateur de cascade et / ou réalisateur de la 2e équipe | Chris O'Hara, Simon Crane, Pete White, Peter Miles, Greg Rementer et Universal Studios             | Nomination              |
| 2020  | Taurus - Prix mondiaux des cascades | Meilleur combat                                                      | Kyle Mclean, Daniel Bernhardt, Can Aydin et Stanimir Stamatov                                      | Nomination              |
| 2020  | Taurus - Prix mondiaux des cascades | Meilleure cascade automobile                                         | Kortel Autrey, Rick English, Clay Donahue Fontenot, Gary Hoptrough et Martin Ivanov                | Nomination              |
| 2020  | Taurus - Prix mondiaux des cascades | Coup le plus dur                                                     | Nathaniel Perry                                                                                    | Nomination              |
| 2021  | Académie des films de science-fiction, fantastique et d'horreur - Prix Saturn                                                                 | Meilleur film d'action ou d'aventure                                 | Fast & Furious : Hobbs and Shaw                                                                    | Nomination              |

## Clins d'œil
- Lorsque Hobbs voit la collection de voitures de Deckard Shaw, en apercevant une Mini Cooper, ce dernier lui dit qu'il l'a déjà utilisée lors d'un braquage en Italie. Il s'agit d'une allusion au film Braquage à l'italienne (2003), dans lequel Jason Statham participe à un casse à Venise puis avec trois Mini Cooper à Los Angeles[20][réf. à confirmer].
- Le costume de Brixton contient un logo de Weyland-Yutani, une compagnie fictive de l’univers Alien. Son interprète Idris Elba a auparavant incarné un employé de Weyland-Yutani dans le film Prometheus (2012)[20][réf. à confirmer].
- Lors des scènes filmant Hobbs regardant une de ses photos de famille, on peut y apercevoir Rocky Johnson, le vrai père de l'acteur Dwayne Johnson.
- Avant l'arrivée de Brixton aux Samoa, Deckard discute avec sa sœur sur le dénouement de cet affrontement. Il mentionne certains événements dans lesquels il est impliqué et pour lesquels il doit encore se faire pardonner. Un événement fortement sous-entendu est la mort de Han Lue, survenue dans le septième opus lorsque Shaw tentait de s'en prendre à la famille de Dom pour venger son frère.
- Pendant le générique de fin, une référence à Django Unchained est faite quand on voit Hobbs se mettre une chaîne brisée autour du cou et Shaw dans un bar d'angle de rue en train de boire une bière. Dans ce bar on y voit également un noir en arrière plan et dehors les forces de l'ordre demande à Shaw de sortir. Cette scène fait référence au moment où le Dr Schultz et Django boivent une bière avant que le marshal leur demande de sortir après l'exécution du shérif.
- Lorsque le trio se rend à l'aéroport d'Heathrow, ils voyagent sous de fausses identités créées par Deckard afin d'échapper aux médias. Celle attribuée à Hobbs est "Mike Euémol" ("Mike Oxmall" en VO), en réalité un jeu de mots dont la vraie signification est "ma queue est petite" ("my cock's small" en VO).

## Édition vidéo
Le film sort en DVD, Blu-ray, Blu-ray 3D et Blu-ray 4K le 11 décembre 2019, édité par Universal.